# Lahore

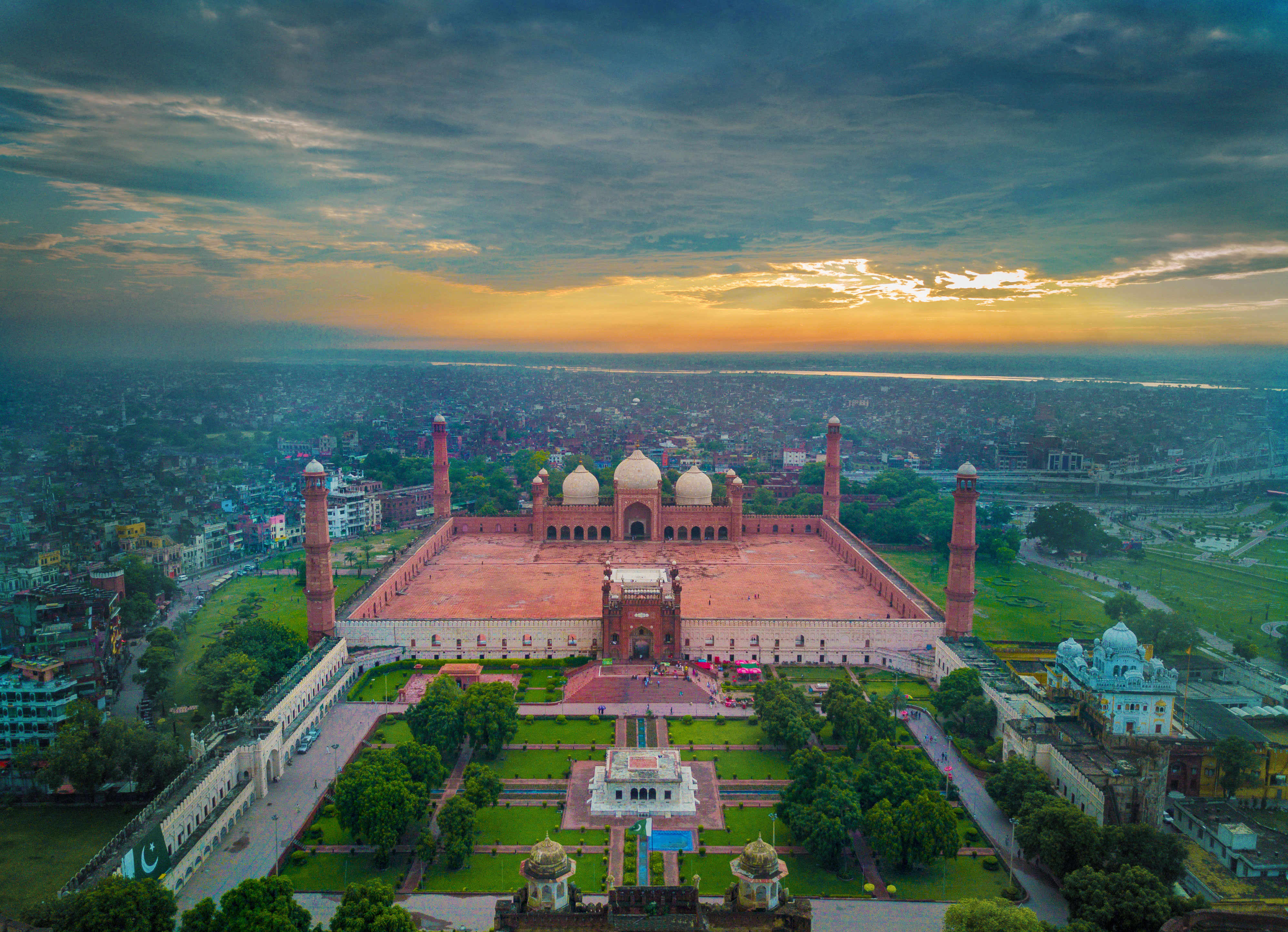
Blick auf Lahore und die Badshahi-Moschee

Lahore (laˈhoːɐ̯, Panjabi لہور Lahaur, in Gurmukhi-Schrift ਲਾਹੌਰ IAST Lāhaur, Urdu لاہور Lāhaur; Hindi लाहौर IAST Lāhaur; englisch Lahore) ist mit 13.004.135 Einwohnern nach Karatschi die zweitgrößte Stadt Pakistans (Stand 2023). Sie ist die historische Hauptstadt des Punjab und heute als Hauptstadt der pakistanischen Provinz Punjab und ein historisches Kulturzentrum Pakistans, sowie der industrielle und kulturelle Mittelpunkt Nordostpakistans.

## Geografie

### Lage
Lahore liegt am Ufer des Flusses Ravi in einer Höhe von etwa 215 m ü. d. M. nur wenige Kilometer von der Grenze zu Indien entfernt. Die nächstgelegene Großstadt ist das rund 55 km östlich befindliche Amritsar in Indien.

### Verkehr
Lahore ist sowohl über Straßen als auch per Eisenbahn mit den Städten im Hinterland verbunden; Indien und Pakistan haben 1999 bei Friedensgesprächen die Einrichtung einer Busverbindung zwischen Lahore und Delhi vereinbart. Nach einer Unterbrechung von 2001 bis 2003 wegen der Krise des Attentats auf das indische Parlament 2001 fahren die Busse seither regelmäßig.
Die Infrastruktur in Lahore ist seit einigen Jahren im Fokus der regierenden Parteien, da der Verkehr ein prägnantes Problem darstellt. Neben Autos verkehren vor allem Motorräder und Autorikschas auf den Straßen, da sie platzsparender sind und schneller durch Staus kommen. Folgen sind massive Stauphasen und die damit verbundene Umweltverschmutzung. Um diesen Probleme zu entkommen, wurde 2016 das Project Orange Line Train in Kooperation mit der Chinese National Development Reforms Commission ins Leben gerufen. Das oberirdische Bahnsystem auf Säulen verlagert den Verkehr nach oben und hatte als Ziel, lange Wartezeiten und CO2-Werte zu verringern. Das Megaprojekt sollte 1,6 Milliarden Dollar in Anspruch nehmen und innerhalb 27 Monaten als Alternative zum öffentlichen Nahverkehr vorgestellt werden. Die Bahnlinie wurde 2020 eröffnet.
Im Jahr 2003 wurde der Flughafen Lahore neu gebaut. Der Flughafen heißt nach Muhammad Iqbal Allama Iqbal Airport. Er dient heute vielen Fluggesellschaften, darunter auch der pakistanischen Fluggesellschaft Pakistan International Airlines.

## Bevölkerung
Etwa 94 % der Einwohner sind Muslime (1941: rund 60 %), Hindus, Christen, Sikhs, Buddhisten, Baha’i und andere Religionsgruppen bilden kleine Minderheiten.
Bevölkerungsentwicklung von Lahore
| Zensusjahr | Einwohnerzahl |
| ---------- | ------------- |
| 1972       | 2.198.890     |
| 1981       | 2.988.486     |
| 1998       | 5.209.088     |
| 2017       | 11.126.285    |
| 2023       | 13.004.135    |

Da die prunkvolle Altstadt besonders dicht bebaut ist und keine Neubauten mehr zulässt, werden seit vielen Jahren die außen gelegenen Orte der Stadt entwickelt und wohnbar gemacht. Die Bezirke um die Altstadt herum wurden im Stil von geschlossenen Wohngemeinschaften gebaut, da diese besonders durch ihre Sicherheit mit eigenem Sicherheitspersonal punkten. Vorreiter sind Defense und Bahria Town, wobei diese vor allem die Oberschicht beherbergen. Auch andere Bezirke bieten seit einigen Jahren nur noch geschlossene Wohngemeinschaften, die von Krankenhäusern, die speziell und kostenlos für die Anwohner verfügbar sind, bis hin zu Schulen, Universitäten, Einkaufszentren und diversen Freizeitmöglichkeiten alles bieten und somit das Lebensgefühl steigern.

## Wirtschaft
Lahore ist das handwerkliche, merkantile, industrielle und dienstleistungsmäßige Zentrum des pakistanischen Teils des Punjab. Hier befinden sich Schulen und Hochschulen ebenso wie Kliniken etc.

### Bildung
Lahore beherbergt einige der ältesten Institute des Landes. Hinsichtlich des Bildungssystems ist Lahore die am weitesten entwickelte Stadt in Pakistan, da sie die meisten Erwerbstätigen im Bereich IT, Ingenieurwesen, Medizin, Nuklearwissenschaften, Pharmazie, Biotechnologie und Wirtschaftswissenschaften hervorbringt. Das nationale Bildungssystem ist stark vom britischen System beeinflusst, weshalb viele Abschlüsse international anerkannt werden. Die Stadt bietet zahlreiche Universitäten, wobei seit einigen Jahren vermehrt private Institute gebaut werden. Besonders renommierte Universitäten und Schulen sind unter anderem die University of Engineering and Technology, Lahore (UET Lahore), die University of Management and Technology (UMT), die Lahore University of Management Sciences (LUMS), das National College of Arts (NCA), die King Edward Medical University, die University of the Punjab, das Aitchison College, das St. Anthony’s College, die Bloomfield Hall Schools (BHS), die Lahore Grammar School (LGS) und das Beaconhouse School System. Die University of the Punjab ist zudem die einzige Universität in Südasien, die Partner diverser Experimente des CERN Laboratories ist.
Die Alphabetisierungsrate in den Jahren 2014/15 bei der Bevölkerung über 10 Jahren liegt bei 80 % (Frauen: 77 %, Männer: 82 %) und liegt damit über dem Durchschnitt Pakistans von 60 %.

### Filmindustrie
Lahore gilt als Hochburg der pakistanischen Filmindustrie und wird, in Anlehnung an Hollywood und Bollywood auch Lollywood genannt. Im Gegensatz zum indischen Film, der in den letzten Jahren an internationalem Ansehen gewonnen hat, befindet sich die pakistanische Filmindustrie seit Jahren in einer Krise. Selbst hochwertige Produktionen werden außerhalb Pakistans kaum wahrgenommen.

## Geschichte

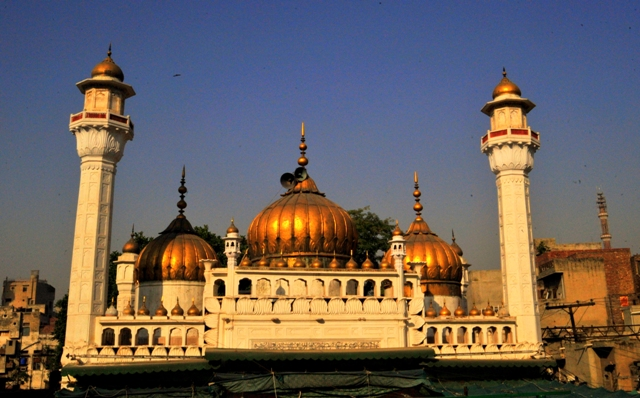
Sunehri-Moschee

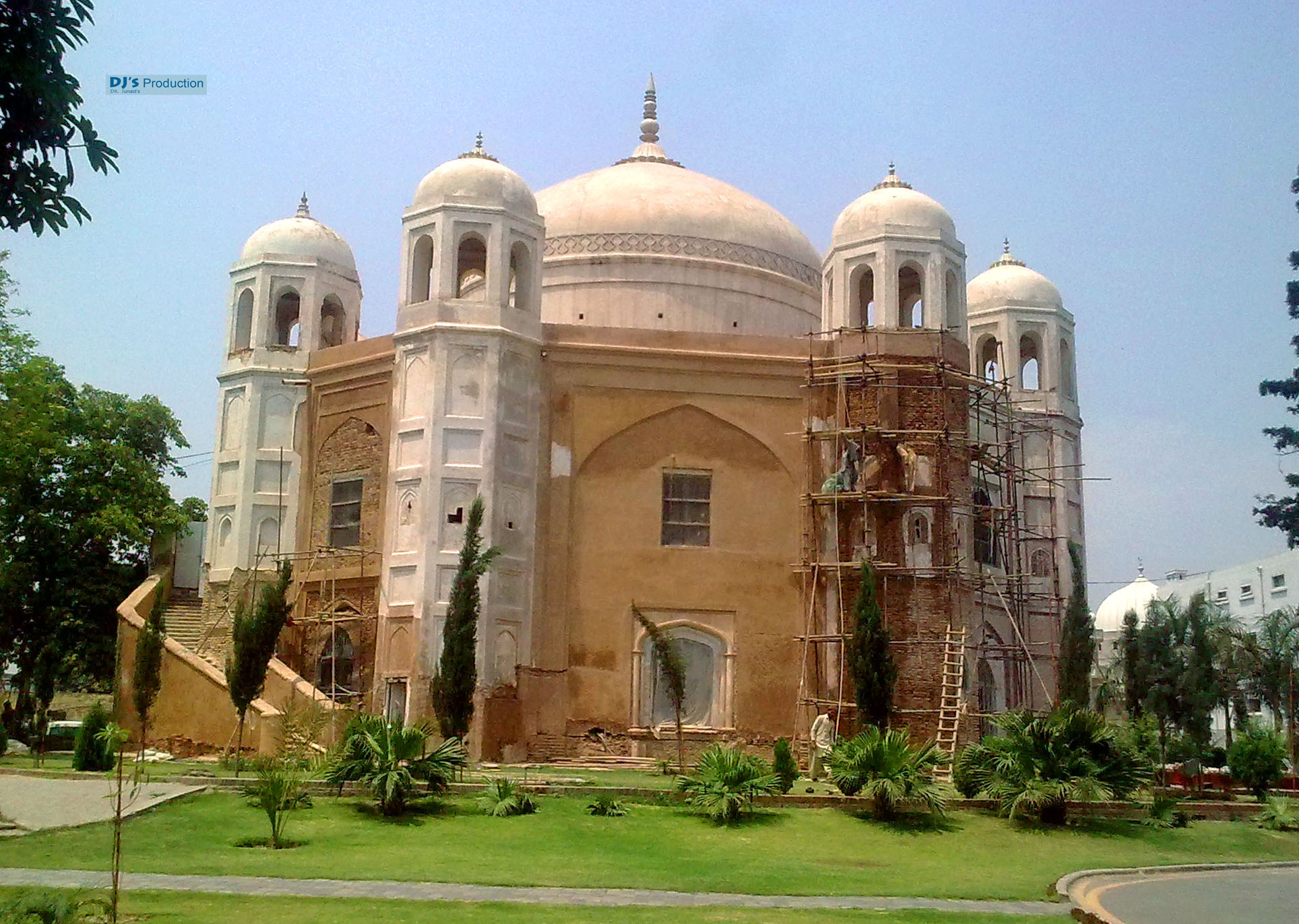
Anar-Kali-Mausoleum

Die Geschichte der Stadt geht mindestens 2000 Jahre zurück, wobei einige Historiker auch von Daten sprechen, die bis zu 4000 Jahre zurückgehen.
Seit dem 11. Jahrhundert ist Lahore eines der geistigen Zentren des Islam auf dem indischen Subkontinent; die Stadt war zwischen 1585 und 1598 die Hauptstadt des Mogulreiches. Der Mogulherrscher Akbar I. war im 16. Jahrhundert Initiator der Prachtentfaltung in Lahore und machte die Stadt zu einem der Zentren der islamischen Kultur des Subkontinents. Bis zur Fertigstellung der Hauptstadt Shahjahanabad (heute Old Delhi) durch Kaiser Shah Jahan blieb Lahore neben Agra, Delhi und Ajmer eine der mogulischen Hauptstädte, in der die Kaiser regelmäßig residierten. Auch nachher blieb sie wegen ihrer strategischen Bedeutung als Zentrum des Punjab und Ausgangspunkt der Straßen nach Norden eine äußerst wichtige Stadt. Wichtige Schriftsteller der Mogulzeit aus Lahore sind vor allem der für seine raffinierten Gedichte und Essays bekannte Munir Lahauri und der klassische Brief- und Essayschreiber Chandar Bhan Brahman, der als Shah Jahans Sekretär beschäftigt war
Von 1799 bis zur Eroberung durch englische Truppen 1848 war Lahore die Hauptstadt des Reichs der Sikhs. Heute ist sie einer der Sitze der 1882 gegründeten University of the Punjab. Auch in der modernen Geschichte spielt Lahore eine wichtige Rolle. Sie gilt als Geburtsstadt des unabhängigen Pakistan, da hier über die Zukunft des Landes und seine Unabhängigkeit entschieden wurde. Denkmal für diese Bewegung ist der Turm Minar-e Pakistan, der nach der Unabhängigkeit 1947 dort errichtet wurde.
In Lahore lebte auch der postum zum Nationaldichter Pakistans erkorene Muhammad Iqbal (1877–1938), dessen Philosophie eines humanistischen Islams neuerdings auch in Europa auf Interesse stößt.
Während Lahore zur Zeit Britisch-Indiens eine kosmopolitische, tolerante Metropole war, in der viele religiöse Gemeinschaften nebeneinander lebten, ist die Stadt im unabhängigen Pakistan in den letzten Jahrzehnten zu einem Austragungsort islamistischer Gewalttätigkeiten geworden. So kam es am 3. März 2009 zu einem Anschlag auf das sri-lankische Cricket-Team. Bewaffnete Männer feuerten in Lahore mit Raketenwerfern und Maschinengewehren auf den Bus der Mannschaft – mindestens sieben Menschen starben, u. a. sechs Spieler und ein Trainer wurden verletzt. Im März 2013 griffen aufgebrachte Muslime die christliche Minderheit im Stadtteil Joseph Colony an, nachdem in einem Streit zwischen zwei Bekannten ein Muslim einen Christen der Blasphemie beschuldigt hatte. Der Mob brannte zwei Kirchen und mehr als 150 Häuser christlicher Familien nieder bzw. zerstörte diese. Die Polizei griff nicht ein. Der Unwille von Polizei und Behörden, die Christen zu schützen, führten zu einer Massenflucht; etwa 4.000 Christen verließen Lahore. Bei der Volkszählung im Jahre 1998 hatte der Anteil der Christen an der Bevölkerung der Stadt noch 5,8 % betragen. Ein islamistisch motivierter Selbstmordanschlag vor dem Polizeihauptquartier von Lahore am 18. Februar 2015 forderte vier Todesopfer. Am 27. März 2016 ereignete sich ein islamistischer Terroranschlag im Gulshan-e-Iqbal-Park, der der christlichen Minderheit galt, die dort das Osterfest beging. Mehr als 70 Personen starben.
Nichtsdestoweniger ist Lahore weiterhin ein Zentrum von Kultur, Musik, Sport und Mode in Pakistan. Es beherbergt drei Cricket-Teams (Lahore Qalandars, Lahore Lions, Lahore Eagles) sowie den Fußballclub WAPDA F.C. Die Lahore Fashion Week ist die zweitgrößte Pakistans nach der in Karachi. Bekannt ist auch das Lahorer Literaturfestival (Lahore Literary Festival) und die reichhaltige und besonders für ihre Fleischgerichte bekannte Lahorer Küche.

## Sport
In Lahore befinden sich mit Bagh-e-Jinnah und Gaddafi Stadium zwei Test-Cricket-Stadien. In der Stadt bestreitet die Pakistanische Cricket-Nationalmannschaft regelmäßig Heimspiele gegen andere Nationalmannschaften. Im Gaddafi Stadium fanden unter anderem Spiele bei den Cricket World Cups 1987 und 1996 sowie der Champions Trophy 2025 statt.

## Sehenswürdigkeiten
- Altstadt mit Stadtmauern
- Lahore MuseumShalimar-Gärten

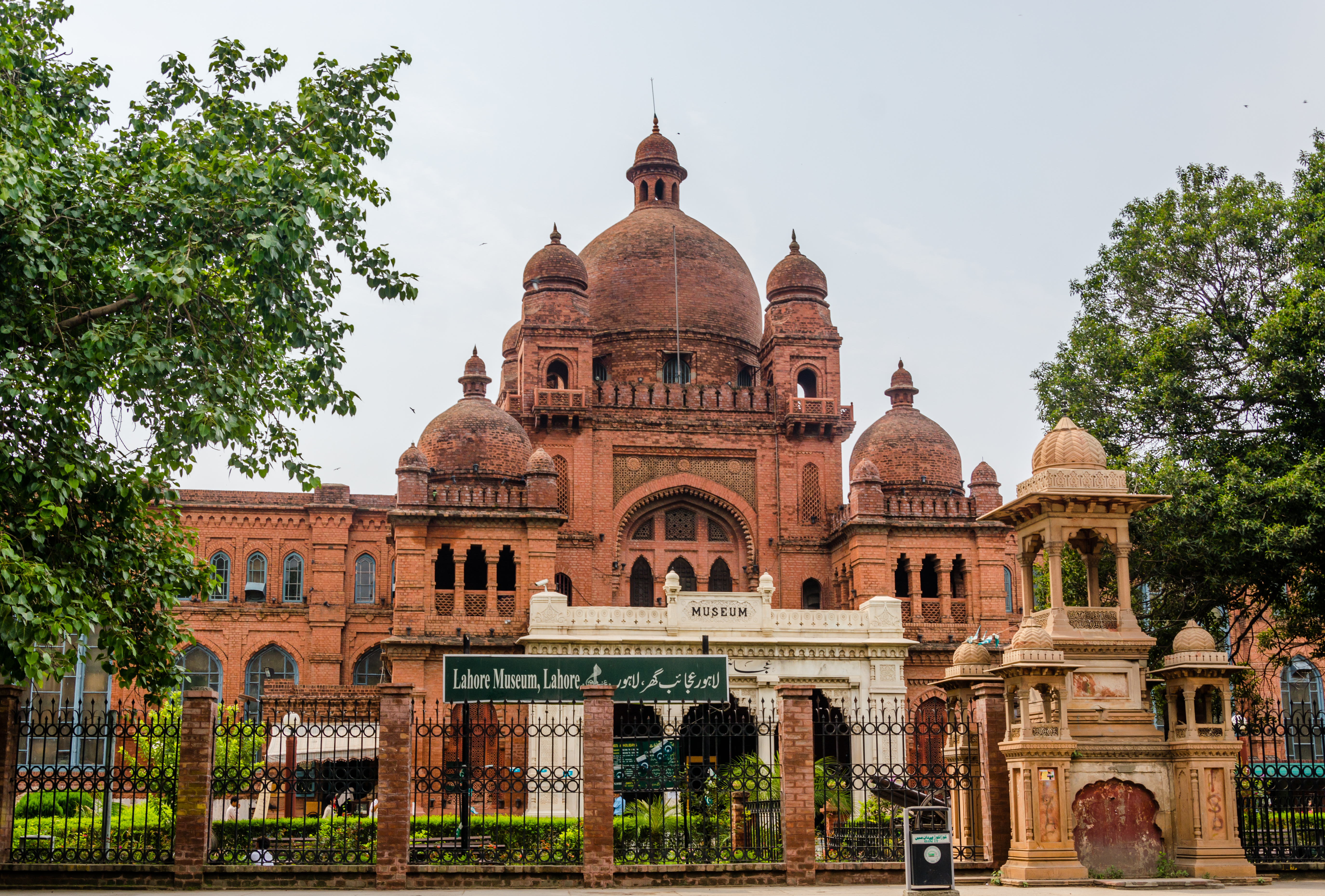
Lahore Museum

- Fort von Lahore, auch Shahi Qila genannt
- Jahangir-Mausoleum und Nur-Jahan-Mausoleum
- Anar-Kali-Mausoleum
- Mariam-uz-Zamani-Moschee
- Badshahi-Moschee
- Wazir-Khan-Moschee
- Dai-Anga-Moschee
- Sunehri-Moschee
- Große Jamia-Moschee
- Lahore Museum

## Verwaltungsbezirke

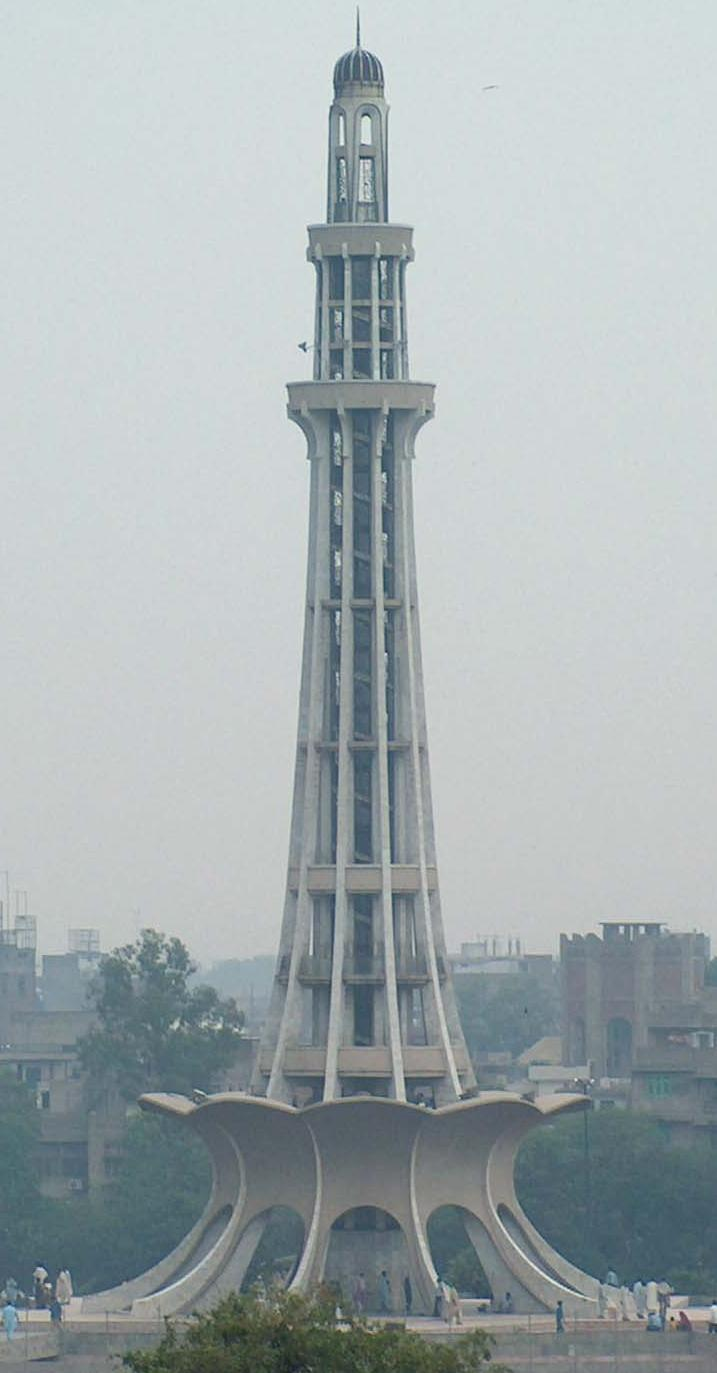
Minar-e-Pakistan, Wahrzeichen Pakistans

| Verwaltungsorte - Aziz Bhatti Town - Ravi Town - Shalimar Town - Wagah Town - Data Ganj Baksh Town - Gulberg Town - Allama Iqbal Town - Samanabad Town - Nishtar Town - Lahore Cantonment | Orte - Awan Town - New Muslim Town - Mustafa Town - Johar Town - Faisal Town - Model Town - Garden Town - WAPDA Town - Green Town - Defence - EME Sector - Shad Bagh | Nachbarorte - Sanda - Gawalmandi - Laxshmi Chowk - Qila Gujar Sing - Township - Walled City - Shahdara - Ravi Town - Baghanpura - Krishan Nagar / Islampura - Defence Housing Authority (Lahore) - Bahria Town |

## Städtepartnerschaften
Lahore unterhält mit folgenden Städten Partnerschaften:
| - Istanbul (Türkei) - Chittagong (Bangladesch) - Xi’an (Volksrepublik China) - Belgrad (Serbien) - Bogotá (Kolumbien) - Buchara (Usbekistan) - Chicago (Vereinigte Staaten) | - Coimbra (Portugal) - Córdoba (Spanien) - Duschanbe (Tadschikistan) - Fès (Marokko) - Fresno (Vereinigte Staaten) - Glasgow (Vereinigtes Königreich) - Hounslow (Vereinigtes Königreich) | - Isfahan (Iran) - Kortrijk (Belgien) - Maschhad (Iran) - Sariwon (Nordkorea) - Samarkand (Usbekistan) - Amol (Iran) |

## Klima
Die heißesten Monate sind Mai bis Juli, wenn die Temperatur auf bis zu 45 Grad Celsius steigt. Der Monsun beginnt normalerweise Ende Juni. Die kältesten Monate sind Dezember bis Februar, wenn die Temperatur auf unter 0 Grad Celsius sinken kann. Die höchste Temperatur betrug 48,3 °C und wurde am 30. Mai 1944 gemessen. Die niedrigste Temperatur von −1 °C wurde am 13. Januar 1967 gemessen.
|                       | Jan  | Feb  | Mär  | Apr  | Mai  | Jun  | Jul  | Aug  | Sep  | Okt  | Nov  | Dez  |   |      |
| Mittl. Tagesmax. (°C) | 19,8 | 22,0 | 27,1 | 33,9 | 38,6 | 40,4 | 36,1 | 35,0 | 35,0 | 32,9 | 27,4 | 21,6 | ⌀ | 30,8 |
| Mittl. Tagesmin. (°C) | 5,9  | 8,9  | 14,0 | 19,6 | 23,7 | 27,4 | 26,9 | 26,4 | 24,4 | 18,2 | 11,6 | 6,8  | ⌀ | 17,9 |
|                       |      |      |      |      |      |      |      |      |      |      |      |      |   |      |
| Niederschlag (mm)     | 23   | 29   | 41   | 20   | 22   | 36   | 202  | 164  | 61   | 12   | 4    | 14   | Σ | 628  |
|                       |      |      |      |      |      |      |      |      |      |      |      |      |   |      |
| Sonnenstunden (h/d)   | 7,1  | 7,6  | 7,9  | 9,2  | 9,9  | 9,0  | 7,3  | 7,6  | 8,9  | 9,4  | 8,7  | 7,2  | ⌀ | 8,3  |
|                       |      |      |      |      |      |      |      |      |      |      |      |      |   |      |
| Luftfeuchtigkeit (%)  | 66   | 58   | 53   | 42   | 36   | 42   | 66   | 70   | 63   | 58   | 63   | 67   | ⌀ | 57   |

| 5,9 |

| 8,9 |

| 14,0 |

| 19,6 |

| 23,7 |

| 27,4 |

| 26,9 |

| 26,4 |

| 24,4 |

| 18,2 |

| 11,6 |

| 6,8 |

| 5,9 |

| 8,9 |

| 14,0 |

| 19,6 |

| 23,7 |

| 27,4 |

| 26,9 |

| 26,4 |

| 24,4 |

| 18,2 |

| 11,6 |

| 6,8 |

## Umgebung
Die Stadt Nankana Sahib westlich von Lahore ist ein bedeutender Wallfahrtsort der Sikhs.

## Bildergalerie

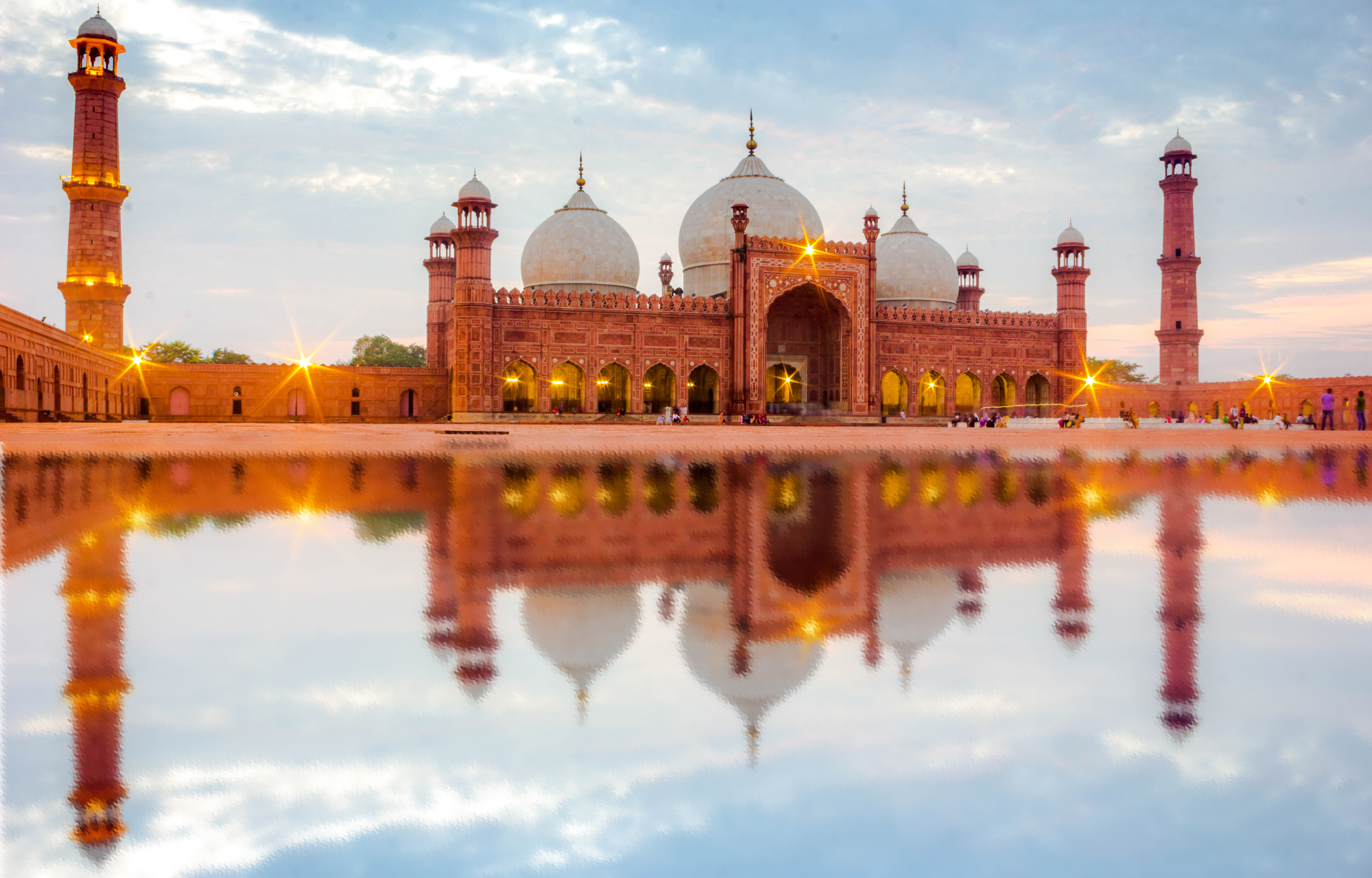
Badshahi-Moschee
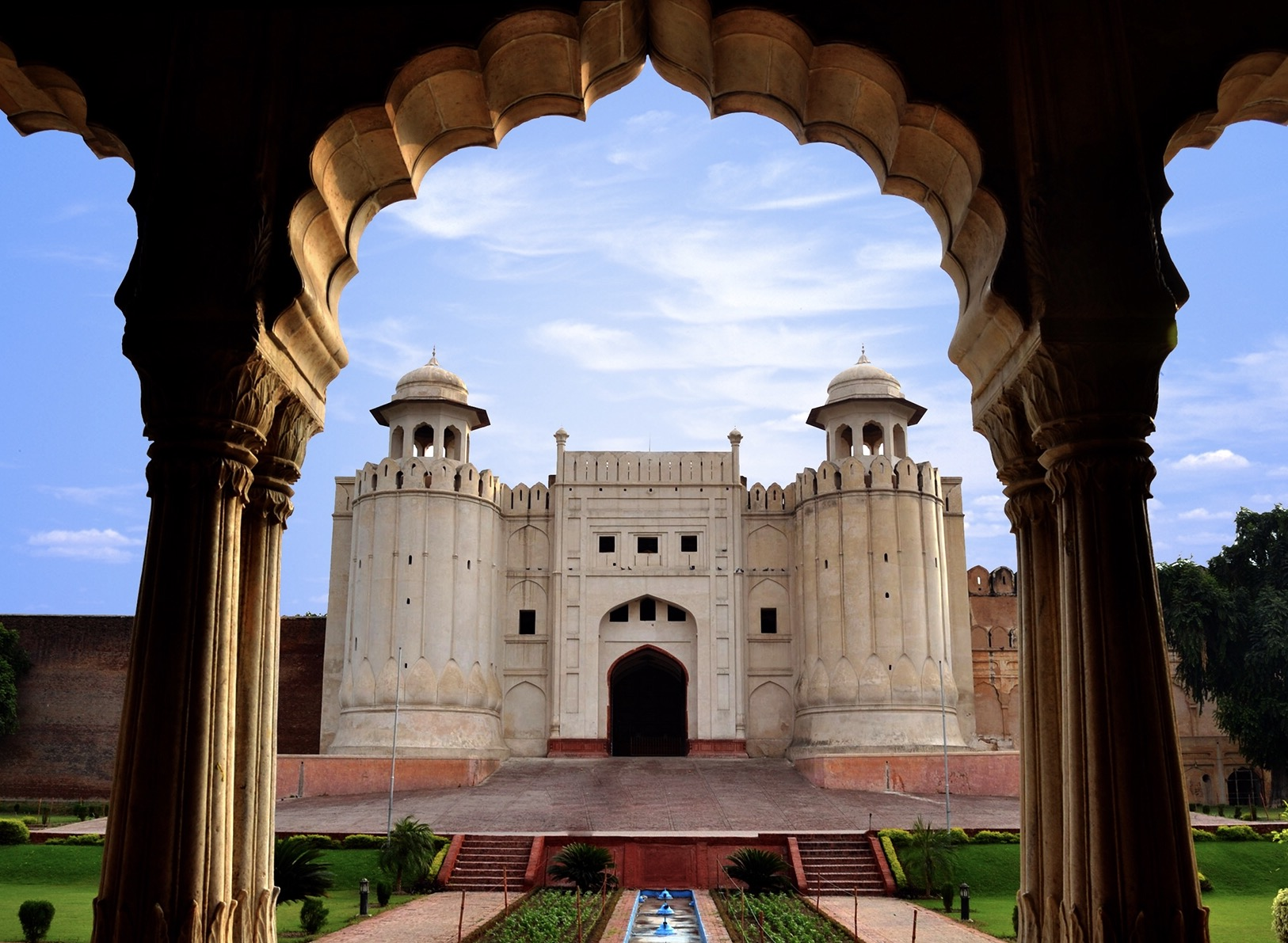
Lahore-Fort
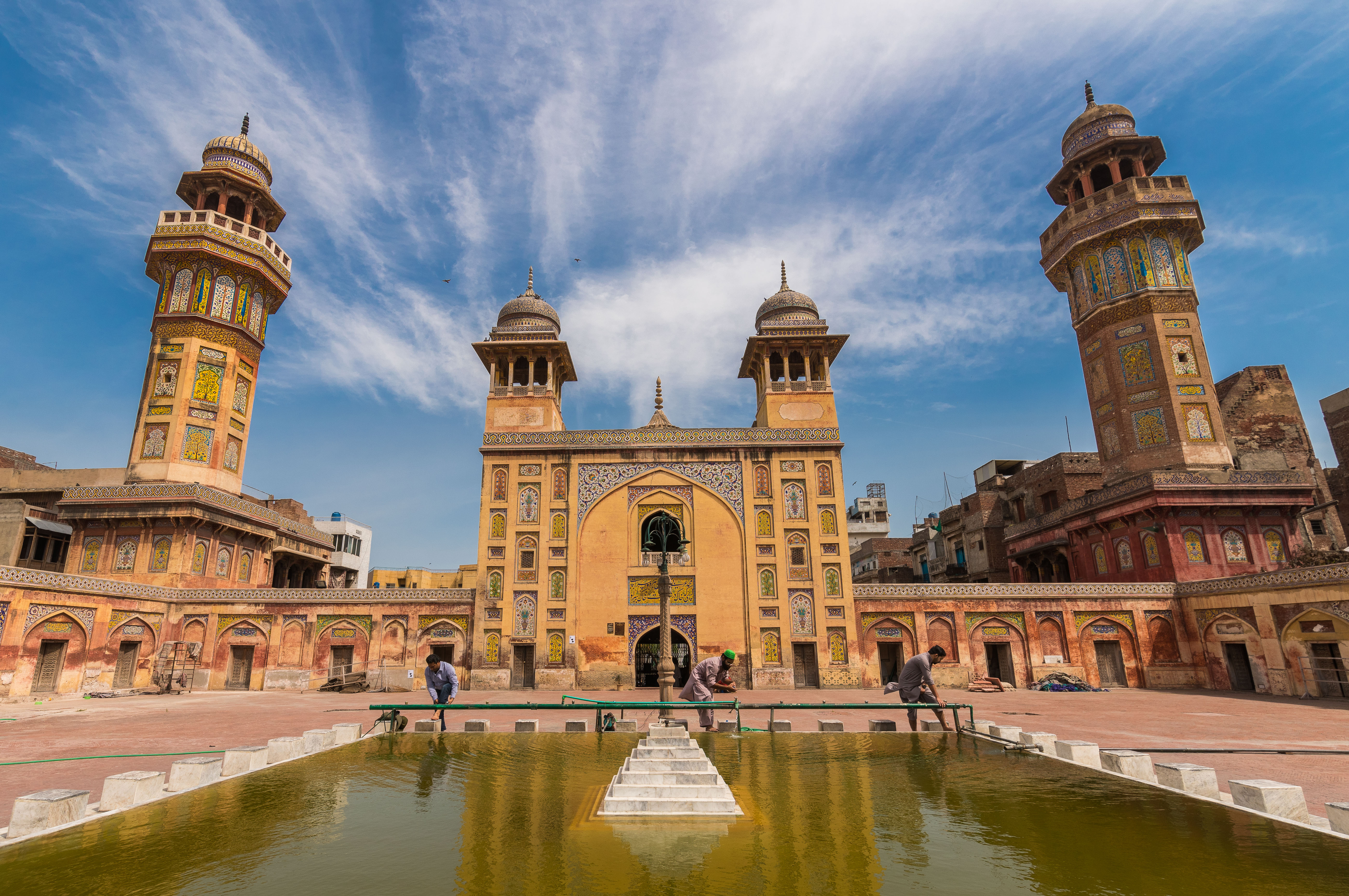
Wazir Khan-Moschee
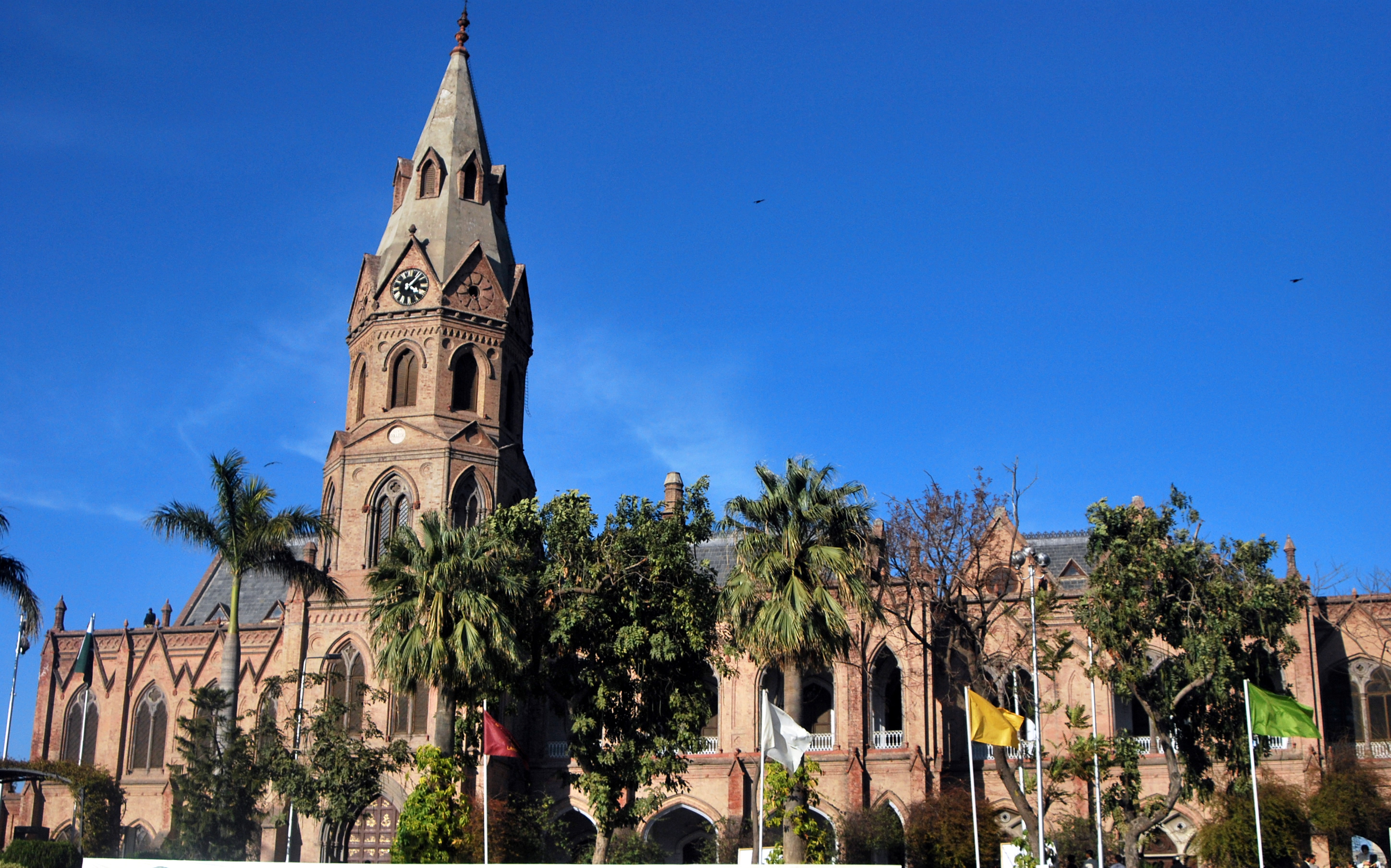
Campus Government College University, Lahore
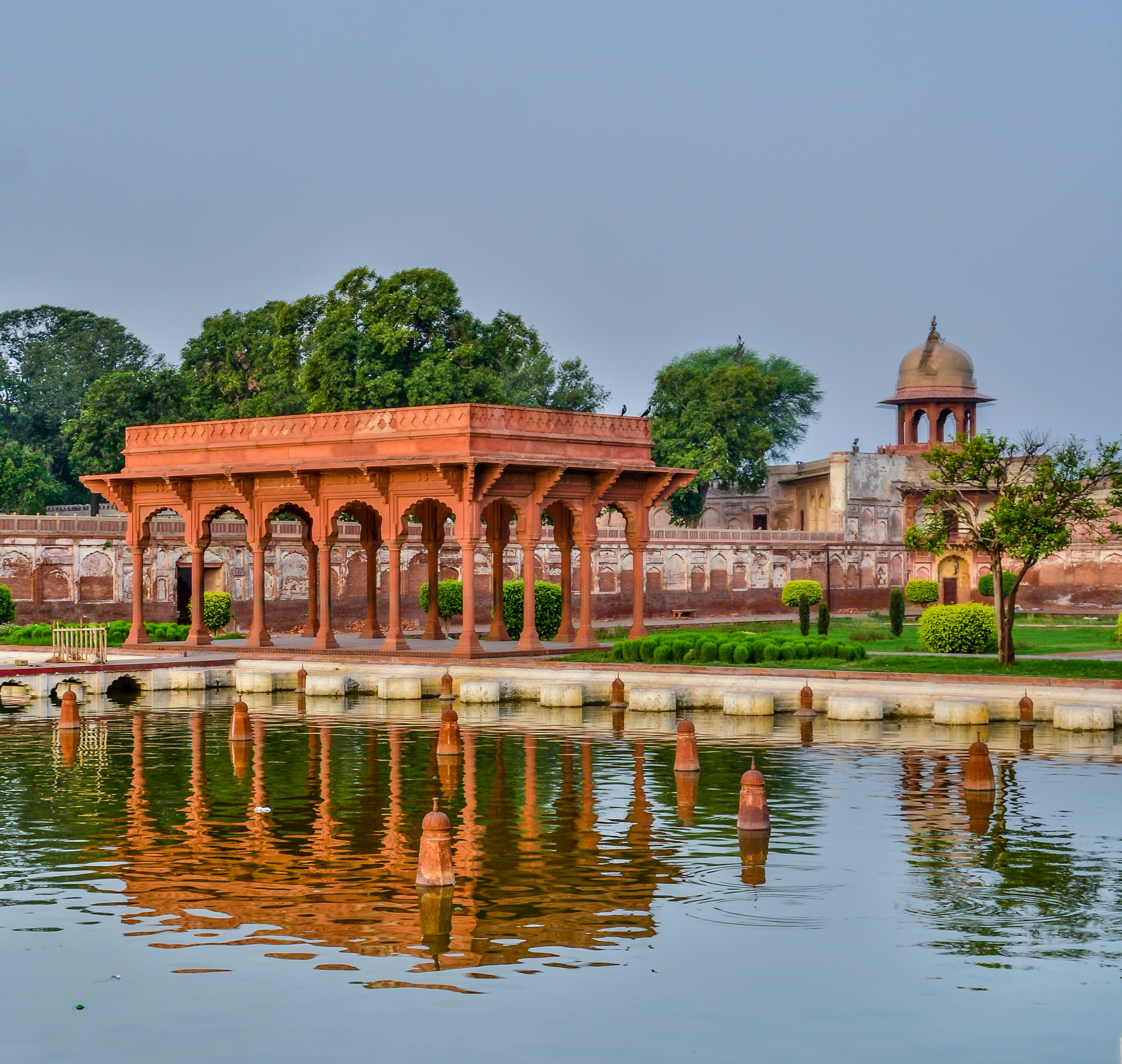
Shalimar Gardens
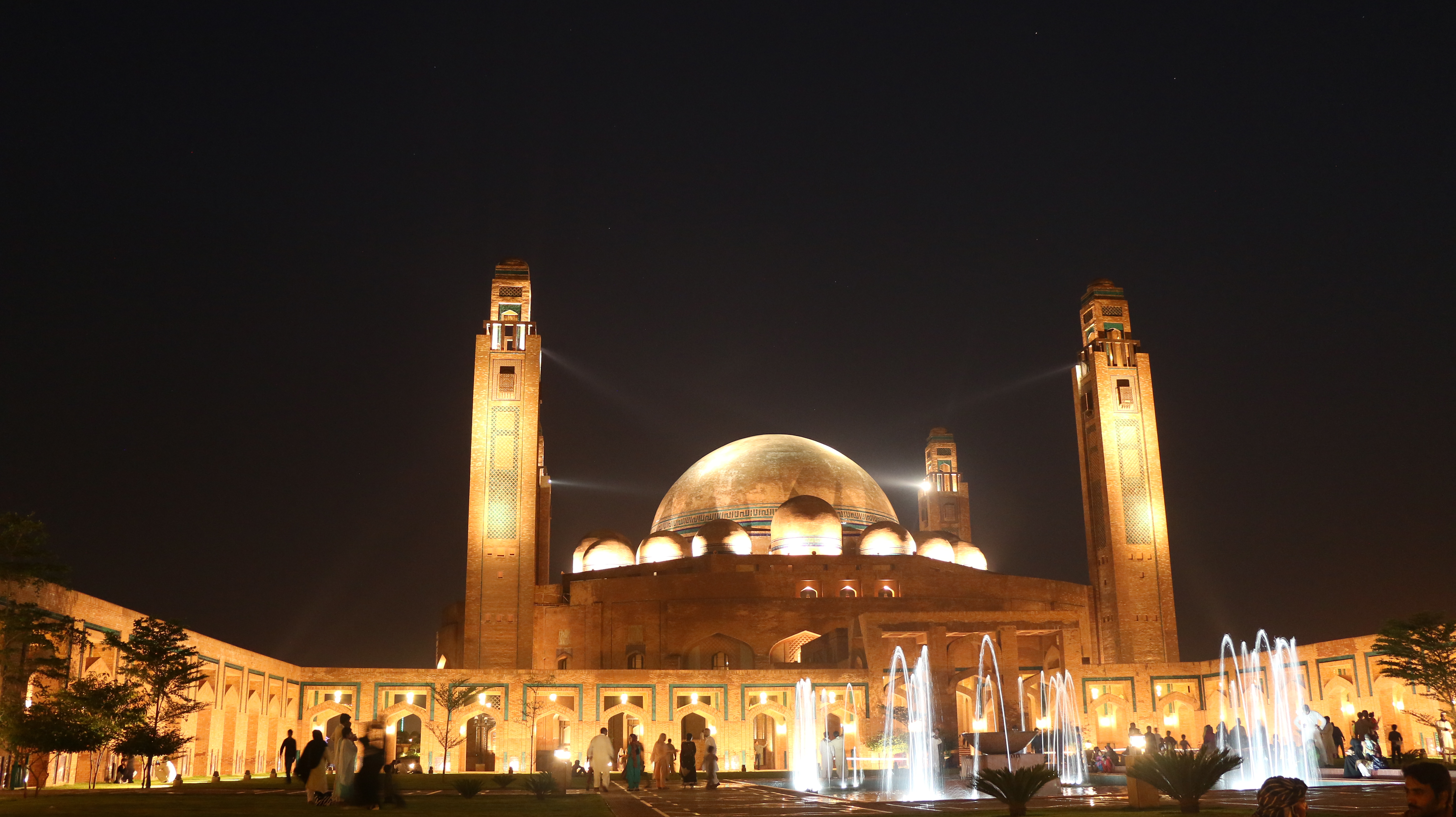
Große Jamia-Moschee
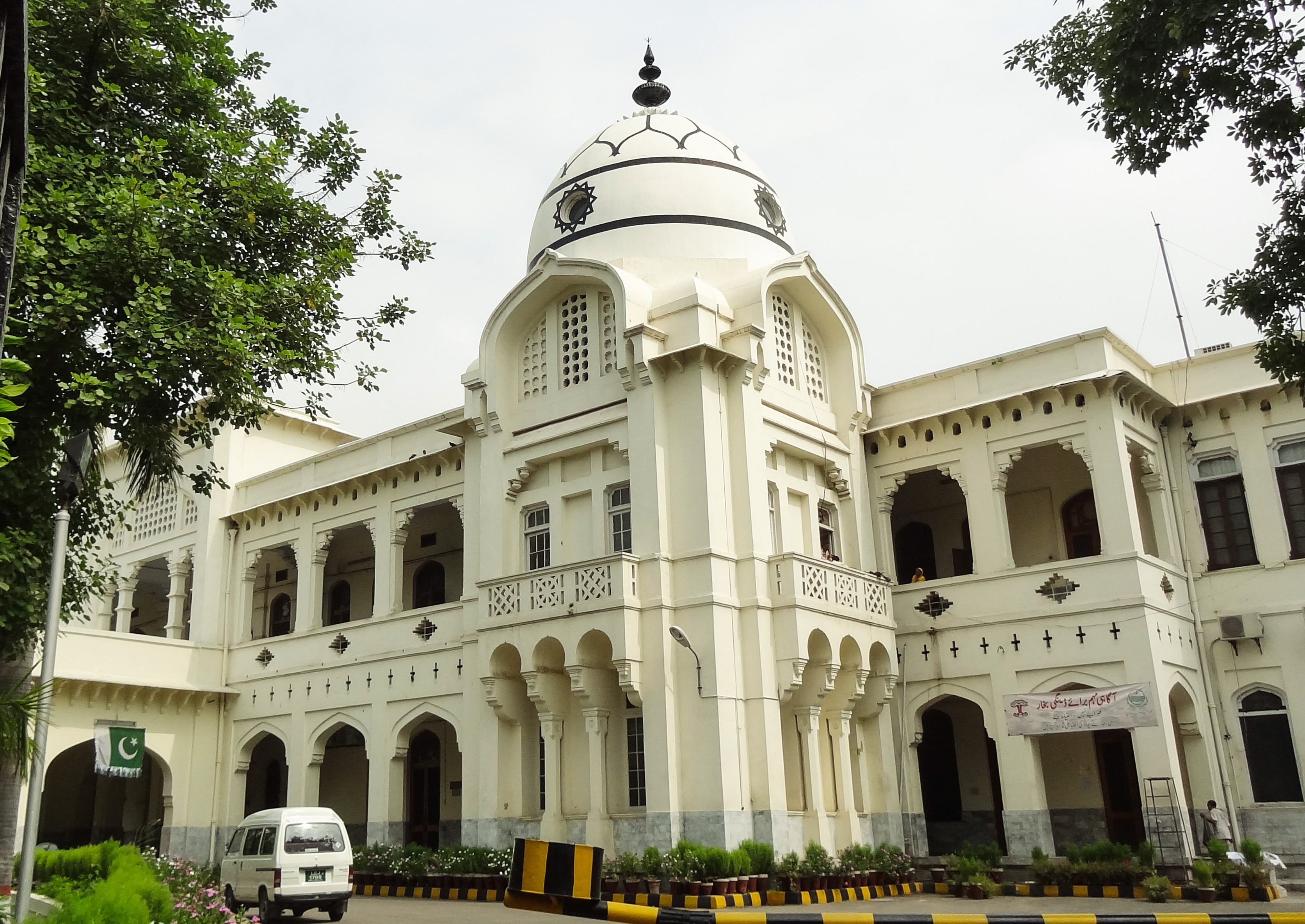
King Edward Medical College
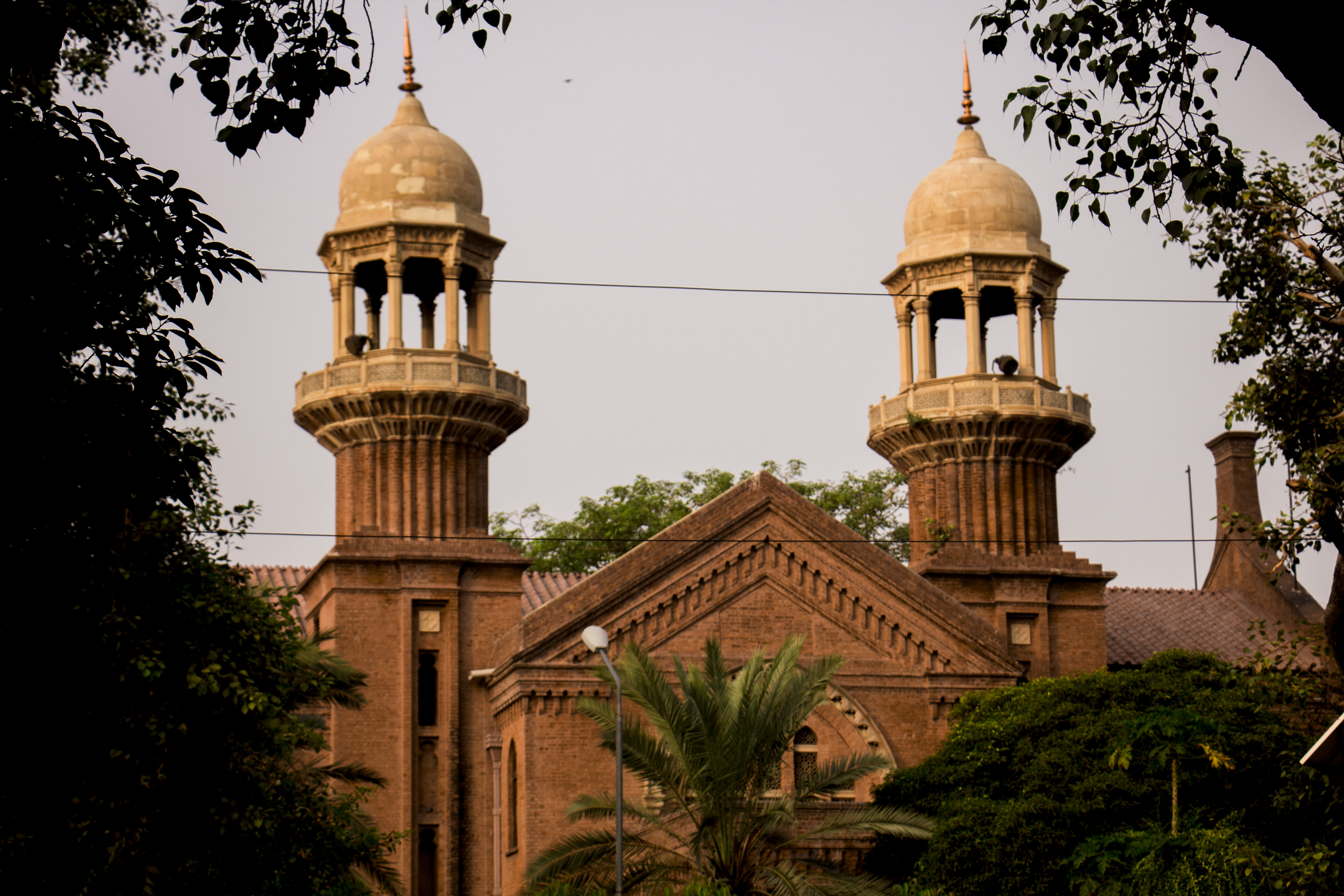
Lahore High Court
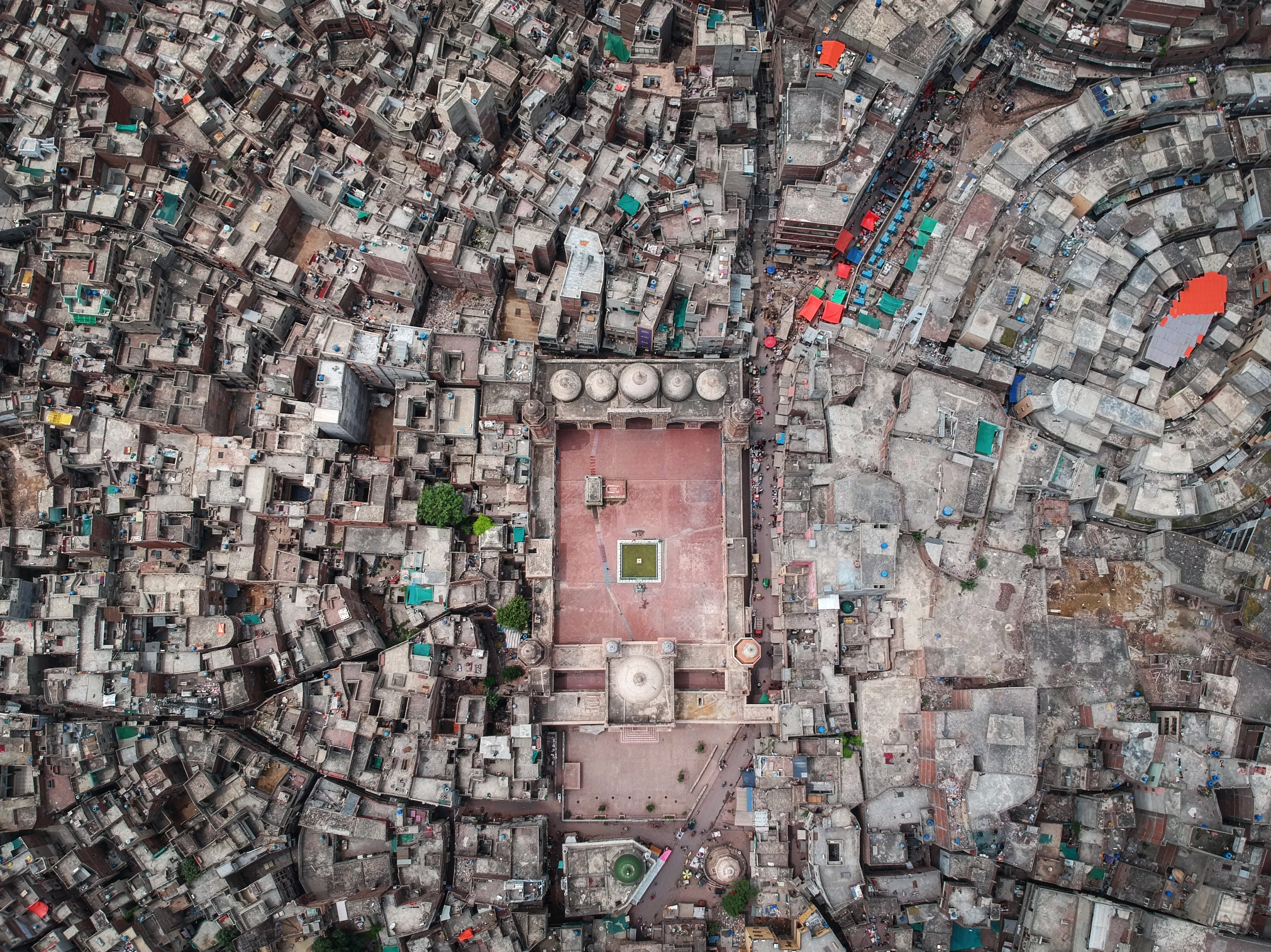
Walled City
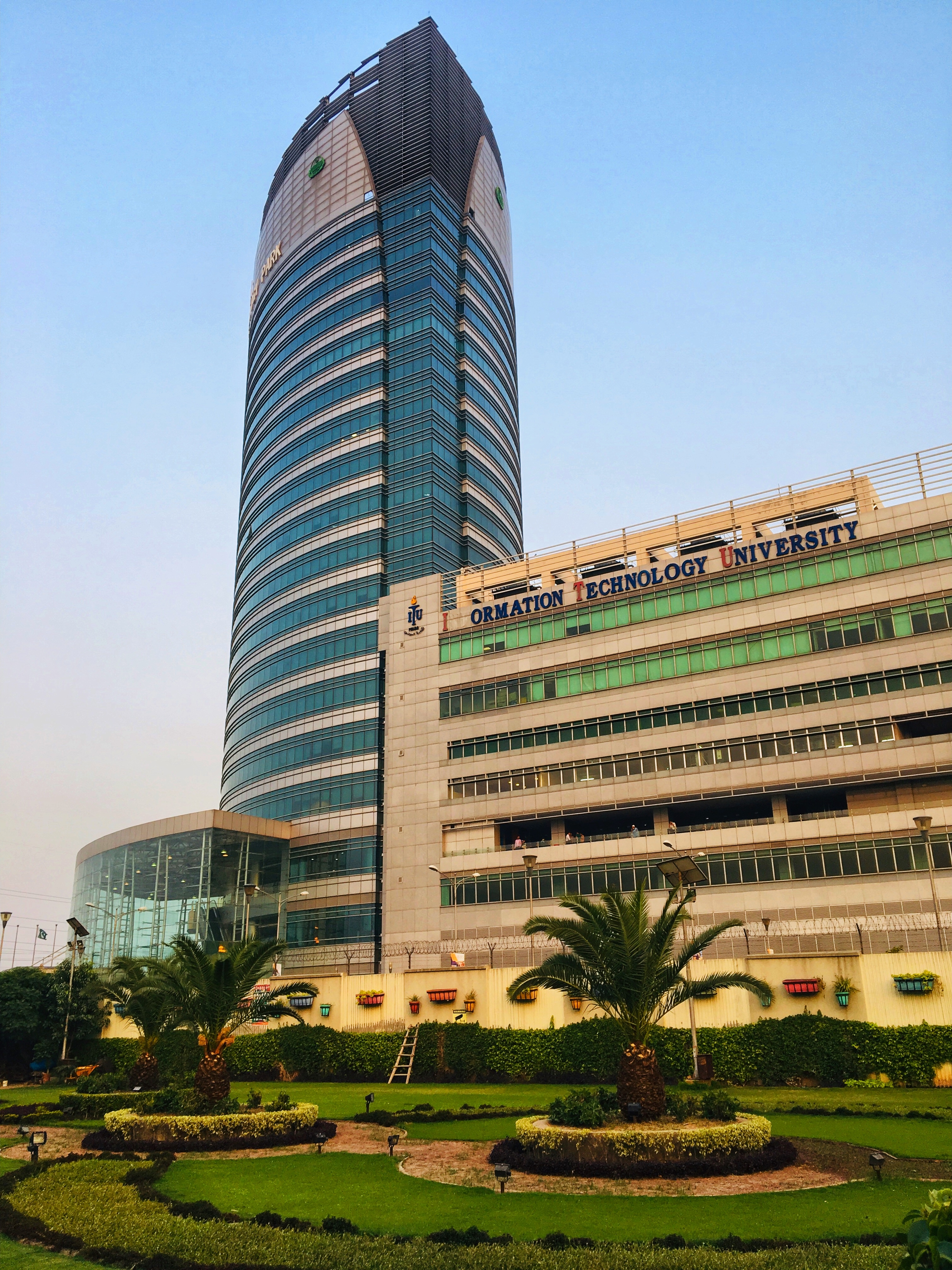
Arfa Karim Tower
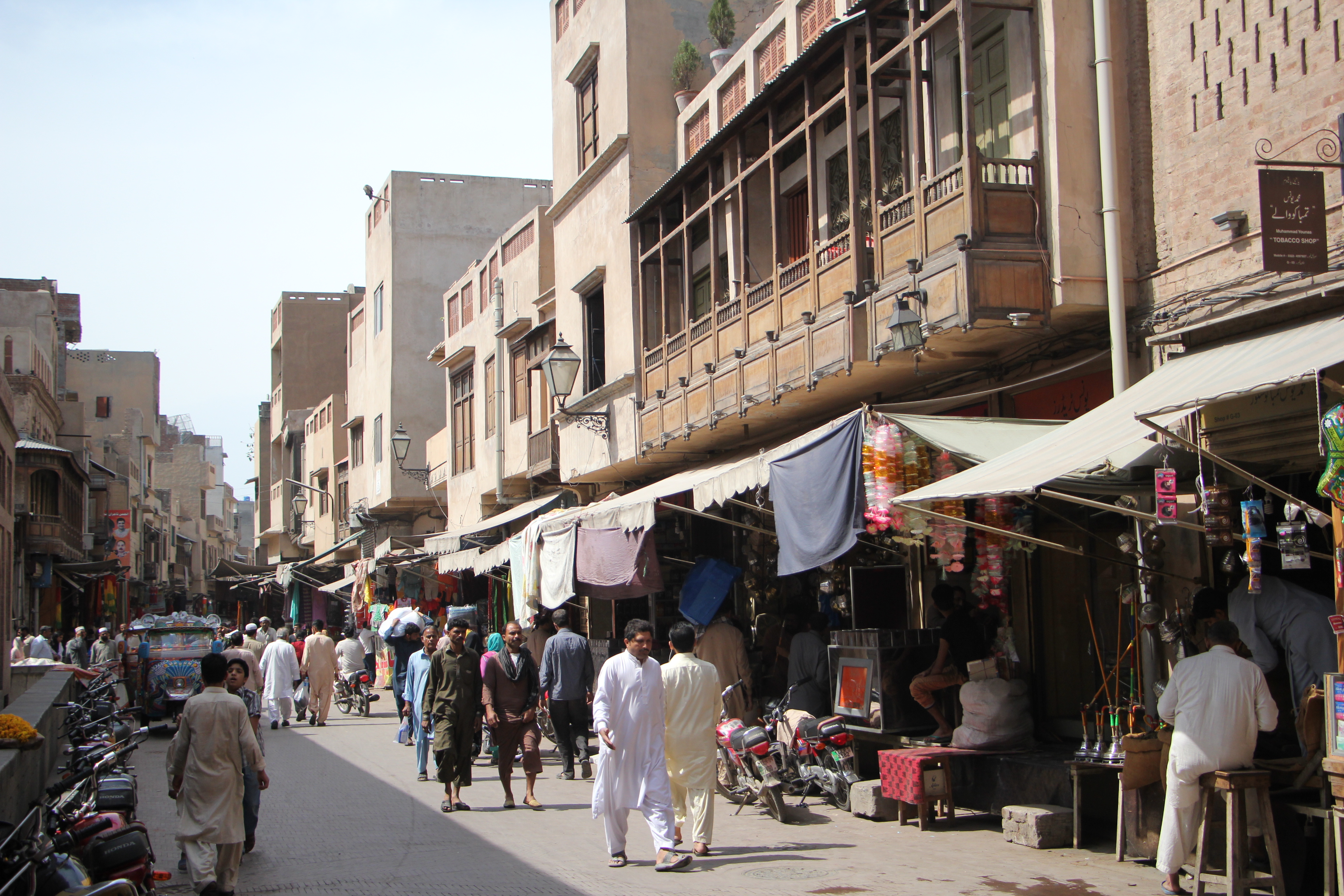
Stadtbild